# Hanna Nolden
Hanna Nolden (* 18. Juli 1980 in Hamburg) ist eine deutsche Autorin. Sie veröffentlicht auch unter dem Pseudonym Lonna Haden.

## Leben und Werk
Hanna Nolden begann 1997 eine Ausbildung zur Ergotherapeutin in Delmenhorst, die sie zwei Jahre später, nach bestandener schriftlicher Prüfung, aufgrund einer sozialen Phobie abbrechen musste. Anschließend arbeitete sie zehn Jahre lang im Onlineshop des Feurio!-Herstellers Jens Fangmeier. Von 2010 bis 2013 absolvierte sie eine Ausbildung zur Bürokauffrau. Heute lebt und arbeitet sie gemeinsam mit ihrem Mann, dem Autor Markus Heitkamp, im Alten Land in Niedersachsen.
Sie schreibt hauptsächlich in den Bereichen Fantasy und Liebesroman. Neben Büchern im Bereich Kinder- und Jugendliteratur hat sie zahlreiche Kurzgeschichten in unterschiedlichen Anthologien veröffentlicht.

## Werke
Romane
- Katzenschatz. Machandel Verlag, 2013, ISBN 978-3939727323, Neuauflage 2020, ISBN 978-3959592048.
- Das Netz der Seelenfresser. Talawah Verlag, 2018, ISBN 978-3947550128.
- Let’s Play Love: Deckx. Amrûn Verlag, 2019, ISBN 978-3958694019.
- Faunus: Cara & Finn. Eigenverlag, 2019, ISBN 978-3964437600.
- Let’s Play Love: Leon. Amrûn Verlag, 2020, ISBN 978-3958694132.

Werke unter dem Pseudonym Lonna Haden
- Der Krähenwolf. Dead Soft Verlag, 2014, ISBN 978-3944737850.
- Der Künstler und seine Musen. moments, 2018, ISBN 978-3962320102.

## Preise und Nominierungen
- Shortlist-Nominierung für den Hombuch-Preis 2014 in der Kategorie Kinder- und Jugendbuch.[1]